# Yutaka Sado

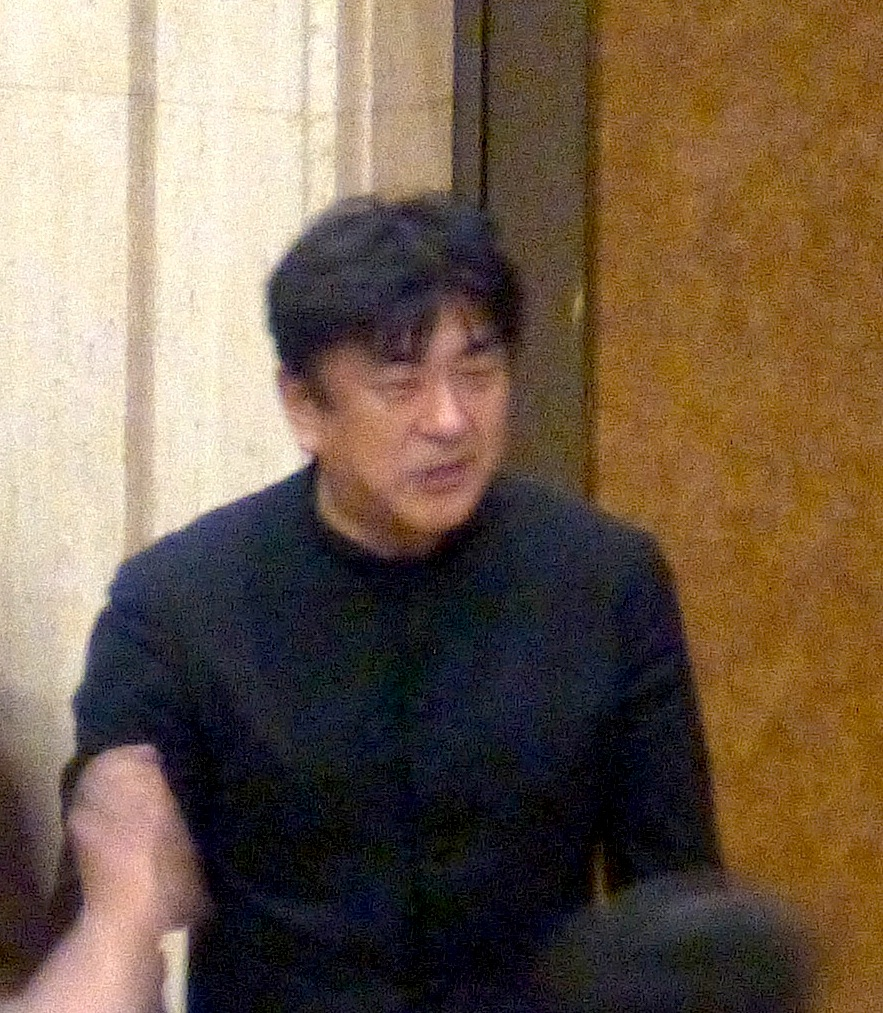
Yutaka Sado (2016)

Yotaka Sado (佐渡 裕 Sado Yutaka?) (13 de mayo de 1961) es un director de orquesta japonés.

## Biografía
Originario de la Prefectura de Kioto. Mientras todavía se encontraba en la escuela, Yutaka Sado adquirió una ayudantía en el Kansai Nikikai, una escuela japonesa de ópera, donde tuvo la oportunidad de trabajar con la Filarmónica Nuevo Japón  y la Orquesta de Sinfonía de Kioto aprendiendo el repertorio de ópera. En 1987 viajó a los Estados Unidos para asistir al Festival de Tanglewood, donde estudió con Seiji Ozawa. En 1989, ganó el Primer Premio en el famoso Concurso Internacional de Jóvenes Directores de Orquesta de Besanzón.Más tarde ganó el Premio Davidoff Especial en un concurso en Schleswig-Holstein. Volvió a Japón como el ayudante a Ozawa, e hizo su estreno con la Filarmónica Nuevo Japón; entonces estudió con Charles Dutoit, Gennadi Rozhdéstvenski, y Leonard Bernstein. Sirvió como el ayudante de Bernstein durante un viaje a Schleswig-Holstein (Alemania) y la Unión Soviética. En 1990 participó en el Festival de Música Pacífico de Sapporo, Japón. Su debut fuera de Japón fue en un concurso en Besançon, Francia en 1989, donde ganó el primer premio.
En 1993 trabajó con la Orquesta de Burdeos-Aquitania, donde llamó la atención de la Orchestra des Concerts Lamoureux de París.
Aparte de su carrera como director orquestal, también dirige Bandas Sinfónicas u orquestas de vientos (algo que es poco usual en los directores de orquesta, ya que no suelen dirigir bandas de vientos), actualmente es el director titular de la Siena Wind Orchestra de la ciudad de Tokyo.